# Captain Z-Ro
Captain Z-Ro est une série télévisée américaine en 51 épisodes de 15 minutes et 26 épisodes de 26 minutes en noir et blanc, créée par Roy Steffens et Friedrich Schiller. 51 épisodes de 15 minutes ont été diffusés entre novembre 1951 et 1953 sur les stations KRON-TV de San Francisco et KTTV de Los Angeles, conservés sur kinéscope, puis 26 épisodes de 24 minutes ont été diffusés du 18 décembre 1955 au 10 juin 1956, conservés sur pellicule. Tous les épisodes ont été diffusés en syndication.
Cette série est inédite dans les pays francophones.

## Synopsis
La série raconte les aventures du Captain Z-Ro et de son acolyte Jet. Ensemble, ils voyagent à travers le temps pour résoudre des anomalies temporelles grâce à une machine, le ZX-99.

## Fiche technique
- Titre original : Captain Z-Ro
- Création : Roy Steffens et Friedrich Schiller
- Photographie : Joseph P. Dieves
- Montage : Lew Smith
- Création des décors: Leslie Green
- Productrice : Kathleen K. Rawlings
- Producteur associé : Henry Brown
- Compagnies de production : Captain Z-RO Productions / W.A. Palmer Films Inc.
- Société de diffusion : Atlas Television Corporation
- Pays :  États-Unis
- Langue : anglais
- Nombre d'épisodes : 77 (3 saisons)
- Durée : 24 minutes
- Date de première diffusion (pellicule 16 mm) :  États-Unis : 18 décembre 1955

## Distribution
- Roy Steffens : Captain Z-Ro
- Bruce Haynes : Jet

## Épisodes

### Quatrième saison (1955-1956)
1. Christophe Colomb (Christopher Columbus)
2. Daniel Boone (Daniel Boone)
3. Marco Polo (Marco Polo)
4. Benedict Arnold (Benedict Arnold)
5. Le Roi Jean (King John)
6. Ferdinand Magellan (Ferdinand Magellan)
7. Le Poney Express (Pony Express)
8. Guillaume Tell (William Tell)
9. Roger le robot (Roger The Robot)
10. Barbe-Noire le pirate (Blackbeard The Pirate)
11. Attila le hun (Attila The Hun)
12. Robin des bois (Robin Hood)
13. Washington et Howe (Washington and Howe)
14. La Pierre de Rosette (The Rosetta Stone)
15. Hernando Cortez (Hernando Cortez)
16. Molly Pitcher (Molly Pitcher)
17. La découverte de l'or (Discovery of Gold)
18. Météore (Meteor)
19. Le Capitaine Cook et les îles Hawaïennes (Captain Cook and The Hawaiian Islands)
20. Les Dieux Aztèques (Aztec Papers)
21. Genghis Khan (Genghis Khan)
22. La Grande Pyramide (The Great Pyramid)
23. Léonard De Vinci (Leonardo da Vinci)
24. Guillaume Le Conquérant (William The Conqueror)
25. Aventure dans l'espace (Adventure in Space)
26. Alfred Le Grand (King Alfred)

## DVD
- 24 épisodes sur les 26 sont disponibles sur le coffret édité par Mill Creek Entertainment 150 Television Classics Episodes : Classic Sci-Fi TV paru le 27 janvier 2009 [1]. Elle est toutes zones.